# La pantera rosa (película de 1963)
La pantera rosa (The Pink Panther) es una película estadounidense de 1963 dirigida por Blake Edwards y con David Niven, Peter Sellers, Capucine, Robert Wagner y Claudia Cardinale en los papeles principales. Es la primera de una saga de nueve filmes similares, dirigidas mayoritariamente por Edwards.
La película presentó por primera vez el exitoso personaje de dibujos animados del mismo nombre, en una secuencia de créditos iniciales realizados por DePatie-Freleng Enterprises y recaudó 10 millones de dólares en Estados Unidos.
Fue candidata a varios premios internacionales.

## Argumento
El Fantasma, un famoso ladrón de joyas, intenta hacerse con La pantera rosa, una valiosa piedra preciosa en cuyo interior puede verse la silueta de una pantera. 
El inspector Clouseau (Peter Sellers), policía francés que es el más torpe de Europa, sigue la pista del Fantasma y llega a Italia, donde se supone que el ladrón dará el golpe. Allí se encuentra con Sir Charles Lytton (David Niven), un rico playboy inglés, que Clouseau cree que corresponde a la verdadera identidad del Fantasma. 
Ayudado por la esposa de Clouseau, Simone (Capucine), que es la amante secreta de Sir Charles, este último logra escapar, e inculpa a Clouseau.

## Elenco
- David Niven -  Sir Charles Lytton
- Peter Sellers -  Insp. Jacques Clouseau
- Robert Wagner -  George Lytton
- Capucine -  Simone Clouseau

- Claudia Cardinale -  Princesa Dala
- Brenda De Banzie - Angela Dunning
- Colin Gordon - Tucker

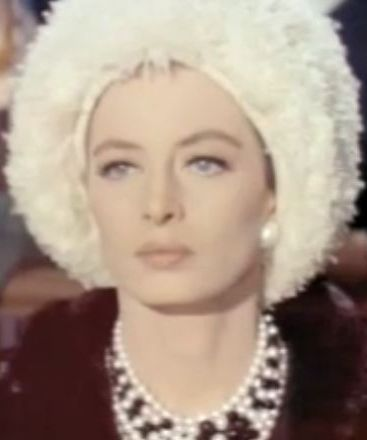
Capucine en un fotograma del avance de la película.

- John Le Mesurier - Abogado defensor
- James Lanphier - Saloud
- Guy Thomajan - Artoff
- Michael Trubshawe - Felix Townes
- Riccardo Billi - Aristoteles Sarajos
- Meri Welles - Monica Fawn
- Martin Miller - Pierre Luigi
- Fran Jeffries -  Prima griega

## Otros créditos
- Diseño de producción: Guy Luongo y Jack McEdward
- Dirección artística: Fernando Carrere
- Asistente de dirección: Ottavio Oppo
- Director de segunda unidad: Owen Crump
- Sonido: Alexander Fisher
- Editor musical: Richard Carruth
- Efectos de sonido: Gilbert D. Marchant
- Efectos especiales: Lee Zavitz
- Decorados: Reginald Allen, Jack Stevens y Arrigo Breschi
- Diseño de vestuario: Yves Saint-Laurent (vestuario de Claudia Cardinale y Capucine).
- Maquillaje:  Amalia Paoletti y Giancarlo de Leonardis(peluquería);  Michele Trimarchi y Euclide Santoli (maquillaje)

## La animación en la película
Peter Sellers fue quien encargó al creador de Bugs Bunny la realización de los créditos iniciales y este decidió crear la pantera rosa.
1. Diseñador de la pantera rosa: Fritz Freleng
2. Director: Hawley Pratt
3. Productores: David H. dePatie y Friz Freleng

## Secuelas
- El nuevo caso del inspector Clouseau (Un disparo en la oscuridad)  (1964)
- El rey del peligro (1968)
- El regreso de la Pantera Rosa (1975)
- La Pantera Rosa ataca de nuevo (1976)
- La venganza de la Pantera Rosa (1978)
- Tras la pista de la Pantera Rosa (1982)
- La maldición de la Pantera Rosa (1983)
- El hijo de la Pantera Rosa (1993)

### Remakes
- La Pantera Rosa (2006)
- La Pantera Rosa 2 (2009)

## Candidaturas
- Blake Edwards fue candidato al premio Writers Guild of America, por su participación en el guion, escrito en colaboración con Maurice Richlin.
- Peter Sellers obtuvo tres candidaturas como Mejor actor: Globos de Oro, BAFTA y Golden Laurel.
- La banda sonora de Henry Mancini fue candidata al Oscar.

## Ambientación musical
Mancini compuso 3 canciones para la película:[cita requerida]
- Pink Panther theme
- Meglio Stasera (It Had Better Be Tonight) con Johnny Mercer y Fran Jeffries).